# Коноплі
Коно́плі (Cannabis) — рід однолітніх лубоволокнистих рослин родини коноплевих порядку розоцвітих. За давнішими класифікаціями коноплі відносили до шовковицевих (тутових) і кропивних. Терофіт.

## Види
Раніше в роді виділялись кілька видів
- Коноплі посівні (Cannabis sativa)
- Коноплі індійські (Cannabis indica)
- Коноплі дикі (Cannabis ruderalis)

Тепер усі вони віднесені до виду конопель посівних.

## Назва
Українське слово «коноплі» споріднене з латинською назвою конопель — cannabis. Слово cannabis (грец. κάνναβις, лат. cannabis) найімовірніше походить зі скіфської чи фракійської мов. Споріднене з албанським kanep, вірменським kanap', литовським kanapės, перським kanab, а також англійським canvas (ряднина).

## Історія
Коноплі є однією з найдавніших технічних культур людства. Вироби з них відомі ще з 1 тисячоліття до н. е.. Міцні конопляні волокна спочатку використовували для плетіння мотузок. Потім навчилися виготовляти з волокон тканини, а з тканин — одяг. Зрештою з конопляного насіння почали виробляти олію.
Назва конопель — вперше зафіксована в шумерських текстах як «кунібу». Часто її перекладають як «димна», натякаючи на те, що цю траву ще й палили. Але це може бути «народна етимологія» імені. Шумери розповідали, що їхні коноплі не є місцевими за походженням, їх свого часу привезли з далекої «країни за горами», під якою, швидше за все, розуміли Іран або ж Середню Азію. Цілком можливо, що привезли разом із назвою, не до кінця розуміючи її значення.
В степових племен коноплі могли запозичити й китайці. Хоча самі китайці стверджують, що одомашнили цю рослину самостійно, ще й навчили вирощувати її сусідів.
За середньовіччя коноплі були однією з найпоширеніших культур в Європі. З початком нового часу вони набули особливого значення як сировина для виготовлення канатів для кораблів. Відомо, скажімо, що англійський король Генріх VIII, а потім і його дочка Єлизавета I видавали спеціальні «конопляні укази», які зобов'язували їхніх підданих у примусовому порядку відводити ділянки землі під коноплі, щоб флот і країна не залишилися без «стратегічної сировини».
Коноплі були завезені до Нового Світу іспанцями у 1530−1545 роках.
У 1842 році ірландський лікар Вільям О'Шонессі, який вивчав коноплі під час його роботи у Бенгалії, привіз їх до Британії, породивши нову хвилю інтересу до рослини. Він, зокрема, задокументував, що коноплі можуть послаблювати симптоми холери, такі як біль та блювота. До кінця 19 століття коноплі набули поширення у європейських і американських аптеках і лікарнях, використовувалися проти болю в животі, мігреней, запалень, безсоння тощо.

## Використання

### У харчуванні
Насіння конопель містить 30–35 % олії, 18–23 % білка, 20 % крохмалю, 15 % клітковини, 4–5 % золи. Олія попри свої високі смакові якості, багата на легкозасвоювані жирні кислоти — лінолеву, ліноленову, гамма-ліноленову, що сприяє утворенню гамма-глобуліну, який має протибактеріальні і противірусні тіла. Олія використовується у салатах, при виготовленні кондитерських виробів, випіканні здобного хліба тощо. Добувають її холодним та гарячим пресуванням.

### У промисловості

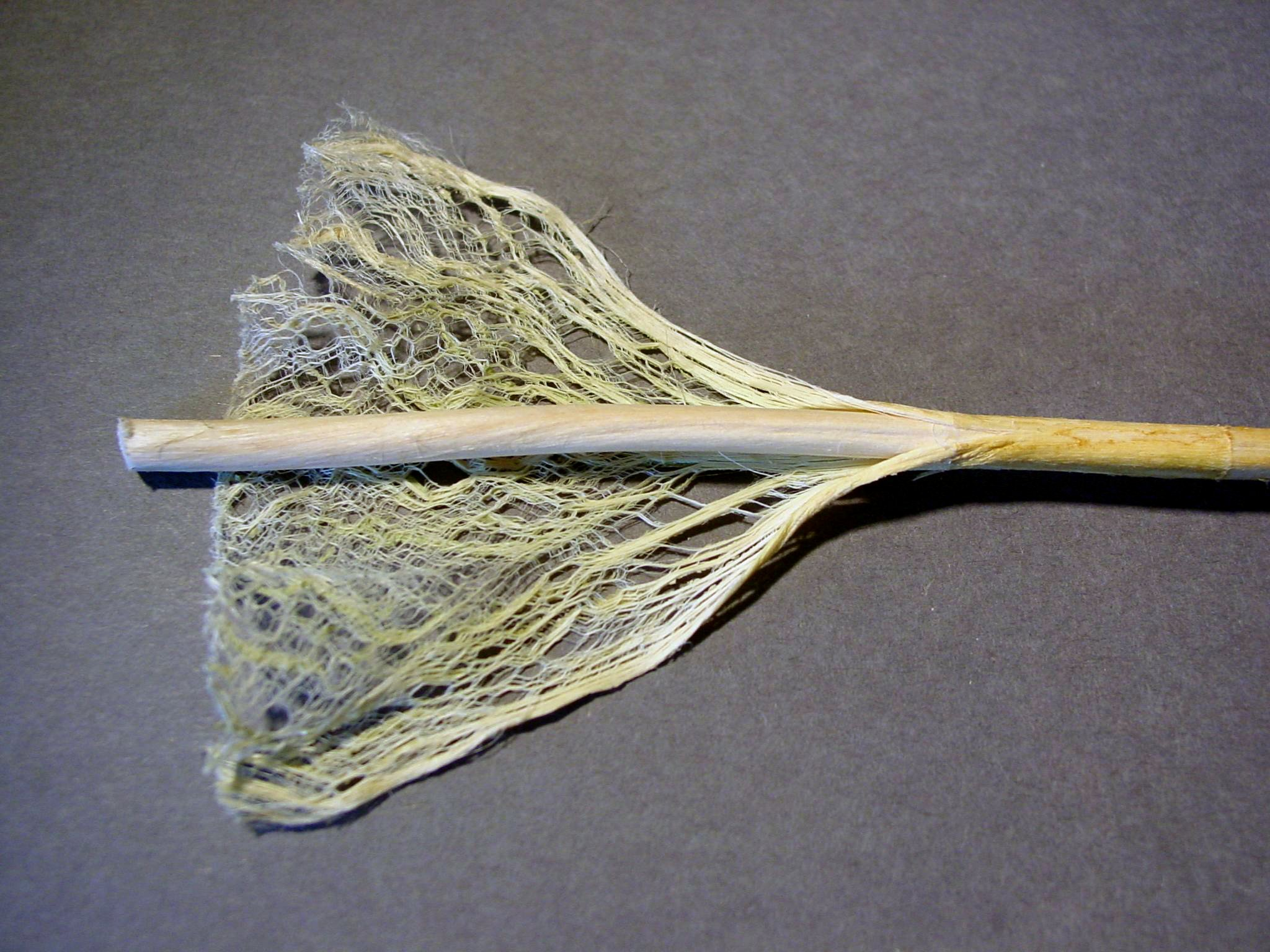
Волокна зі стебла конопель

Волокно конопель довге, грубе, але має велику міцність і не піддається гниттю при тривалому перебуванні у воді. З волокна виготовляють тканини, брезент, парусину, мішковину, пожежні рукави, канати, шпагат, шнури, цінний папір. Тканини з конопель антистатичні, гігієнічні, поглинають до 30 % поту і 95 % ультрафіолетових променів. Одяг з конопель рекомендується щоденно носити людям схильним до захворювання ревматизмом, алергією шкіри, хворобами хребта.
З відходів первинної переробки конопель (костриці) виготовляють пластмасу, будівельні термоізоляційні та меблеві плити, фанеру, брикети для палива, целюлозу, за новими технологіями із волокна та костриці — оздоблювальні матеріали для офісів під дерево, мармур. Коноплесировина придатна для виготовлення окремих вузлів в авто- і літакобудуванні.
Швидковисихаюча олія конопель широко використовується для виробництва оліфи, фарб, лаків, замазки, мила і ін.. Фарби, виготовлені на конопляній оліфі, дуже стійкі, тому використовуються при фарбуванні залізних дахів та інших зовнішніх металевих предметів. З конопляного насіння добувають вітаміни і фітин, які використовують у медицині. Екстракти з листя конопель мають виражені антибактеріальні властивості. Конопляна макуха є цінним концентрованим білковим кормом для тварин. Кілограм макухи за вмістом перетравного протеїну відповідає 2,9 кг вівса або 3 кг ячменю, 3,1 кг кукурудзи, 15,3 кг картоплі.
Коноплі є однією з найважливіших культур, які здатна рекультивувати забруднені й виведені з обороту землі шляхом винесення з ґрунту отруйних домішок. Із конопель можна виготовити до 50 тис. різноманітних виробів.
Базова колекція конопель Інституту луб'яних культур нараховує станом на 2007 р. 454 зразки із 27 країн світу, в тому числі 145 із України, 65 — із СНД і 244 — з інших країн.

### Медичне використання
Лікарські засоби, які виготовляються із конопель, відомі як лікарські коноплі. Такі засоби частково узаконені в багатьох країнах, зокрема, в Україні. 13 липня 2023 року український парламент у першому читанні ухвалив законопроєкт про узаконення обігу конопель, який набув чинності в грудні того ж року.

### Рекреаційне використання
Латинська назва — «каннабіс» — часто використовується як синонім слова «марихуана», для позначення наркотичних речовин, виготовлених з конопель. Використання таких речовин є порівняно безпечним і повністю законним для дорослих осіб у таких країнах, як Канада й Уругвай. Однак у багатьох інших країнах використання марихуани є забороненим.

## Культурне значення та наукові доробки
- Коноплі в Україні
- Коноплі у Японії